# Червоний берет
 Червоний берет (англ. The Red Beret, відомий також як The Red Devils, The Big Jump, а у США як Paratrooper) — британський військовий фільм у Technicolor 1953 року режисера Теренса Янга. В головних ролях Алан Ледд, Лео Генн та С'юзен Стівен .
«Червоний берет» це вигадана історія про американця, який вступив до Британського парашутного полку в 1940 році, видаючи себе за канадця. Це був перший фільм компанії Warwick Films Ірвінга Аллена та Альберта Р. Брокколі. Пізніше, багато з тих хто працював над цією стрічкою також брали участь у подальших фільмах компаній Брокколі — Warwick Films та Eon Productions. Фільм частково заснований на однойменній науково-популярній книзі Гіларі Сент-Джордж Сондерса 1950 року. Книга також описує діяльність парашутного полку та його другу операцію, «Байтінг», у лютому 1942 року.

## Сюжет
Американця Стіва МакКендріка (Алан Ледд) прозвали «Канада», тому що він стверджує, що він родом з Канади, коли йде добровольцем в 1940 році у Британський парашутний полк. Стів має набагато більше досвіду та лідерських навичок, ніж сам це визнає. Канада намагається ближче познайомитися з гарненькою парашутисткою на ім'я Пенні Гарднер (С'юзен Стівен). Спочатку її відлякує його поведінка, але врешті-решт вони починають зустрічатися. І Пенні, і його новий командир, майор Сноу (Лео Генн), вбачають у Канаді потенціал, незважаючи на його потужні зусилля уникнути будь-якої відповідальності…

## В ролях
- Алан Ледд — Стів «Канада» МакКендрік
- Лео Генн — майор Джон Сноу
- С'юзен Стівен — Пенні Гарднер
- Гаррі Ендрюз — Кемерон
- Дональд Г'юстон — Таффі Еванс
- Ентоні Башелл — генерал Вайтінг
- Патрік Дунан — Флеш Гордон
- Стенлі Бейкер — сержант Бретон
- Лана Морріс — «Пінкі»
- Тім Тьорнер — Руперт
- Майкл Келлі — капрал Доуз
- Антон Діффрінг — Полескі
- Томас Хезкот — Альф
- Карл Дьорінг — Россі Стаббінс
- Джон Боксер — сержант Бокс
- Гаррі Лок — санітар
- Майкл Бальфур — американський сержант
- Гідо Лорейн — німецький офіцер
- Вальтер Готелл — німецький вартовий (в титрах не вказаний)

## Зйомки
«Червоний берет» заснований на романі, опублікованому у 1950 році. Права на екранізацію придбав Ірвінг Аллен, який спершу хотів зняти у головних ролях Тревора Говарда та Лео Генна. Гіларі Сент-Джордж Сондерс, який був автором роману, мав написати сценарій до фільму, але він помер під час підготовок до зйомок. Теренс Янг був найнятий, щоб написати сценарій та зняти стрічку. Робоча назва фільму — «Червоні дияволи».
Альберт Р. Брокколі знав, що Алан Ледд був незадоволений роботою з Paramount через новий фінансово невигідний контракт. Брокколі познайомився з Леддом та його дружиною та агентом Сью Керрол, яка погодилася на контракт на три стрічки у Warwick Films за умови, що сценаристу Ледда Річарду Майбауму було дозволено переписати сценарій «під Ледда.
Фільм „Шейн“ з Леддом став одним із хітов бокс-офісу у 1953 році. Як головна зірка, Ледд отримав 200 000 доларів США у якості гонорару, подорож у першому класі та проживання для себе, своєї дружини, їхніх чотирьох дітей та медсестри, а також 10 % від касових зборів, що склали 2 000 000 доларів США.
Ледд хотів змінити сценарій та порекомендував Річарда Мейбаума, з яким він кілька разів працював у Paramount. Warwick Films найняли його, і з цього почались тривалі професійні стосунки між Мейбаумом та Брокколі. Окрім режисера Янга та сценариста Мейбаума, оператор Тед Мур, каскадер Боб Сіммонс та актор Вальтер Готелл працювали й над іншими фільмами від Warwick Films та Eon Productions. Йоханна Гарвуд пізніше стала співавтором сценаріїв перших двох фільмів про Джеймса Бонда.  

## Сприйняття
«Червоний берет» став хітом британського кінопрокату. За словами Ірвінга Аллена, доходу з британського ринку було достатньо, щоб повністю окупити витрати на вирбництво стічки. Фільм коштував 700 000 доларів та заробив 8 мільйонів доларів по всьому світу.